# Паулу-Фронтин
Паулу-Фронтин (порт. Paulo Frontin) — муниципалитет в Бразилии, входит в штат Парана. Составная часть мезорегиона Юго-восток штата Парана. Входит в экономико-статистический микрорегион Униан-да-Витория. Население составляет 7032 человека на 2007 год. Занимает площадь 369,210 км². Плотность населения — 19,5 чел./км².
Праздник города — 14 декабря.

## История
Город основан в 1951 году.

## Статистика
- Валовой внутренний продукт на 2003 год составляет 57 885 987,00 реалов (данные: Бразильский институт географии и статистики).
- Валовой внутренний продукт на душу населения на 2003 год составляет 8813,34 реалов (данные: Бразильский институт географии и статистики).
- Индекс развития человеческого потенциала на 2000 год составляет 0,735 (данные: Программа развития ООН).

## География
Климат местности: субтропический. В соответствии с классификацией Кёппена, климат относится к категории Cfa.